# Algot Törneman

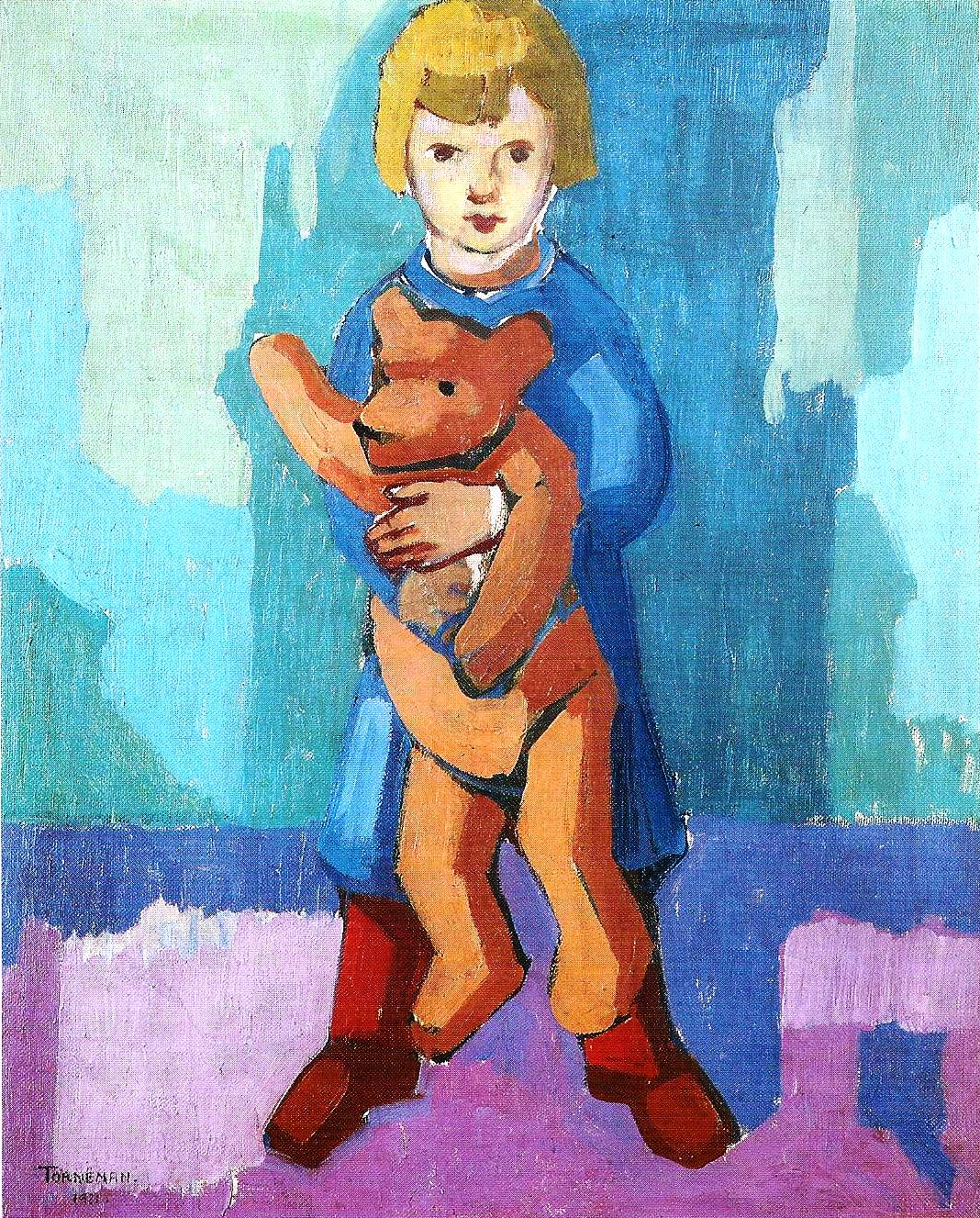
Algot med teddybjörn, 1921 av Axel Törneman

Jarl Algot Gustav Törneman, signatur P. Törneman, född 1 september 1909 i Vists församling, Älvsborgs län, död 5 maj 1993 i Stockholm, var en svensk jurist och emaljkonstnär, och målare.
Algot Törneman var son till konstnären Axel Törneman och Gudrun Høyer-Ellefsen och gift första gången med Louise Inga-Lill Stenhammar och andra gången med Birgit Rönström samt far till arkitekten Alvar Törneman (1930–1967) och Ulf  Törneman (1932–2002). Han studerade i Sorbonne, Stockholm och tog juristexamen 1937 i Lund. Där kallades han för P, som stod för Pappa, eftersom han började läsa juridik som tvåbarnsfar. Han var därefter under två decennier verksam som jurist och industriledare innan han blev intendent och konstnärlig ledare för Hantverket i Stockholm 1960–1968, som då hade sitt kontor i hotell Gillets hus vid Brunkebergstorg i Stockholm. Han blev ledamot av styrelsen för Konstfackskolan 1963 och var sekreterare i Konstakademien 1967–1978. Han tilldelades professors namn 1977.
Törneman tillhörde den lilla pionjärgrupp vid Gustavsbergs porslinsfabrik som efter andra världskriget experimenterade med emaljmåleri. Han arbetade huvudsakligen med skivemaljer som tillverkades i serier som bordsytor för Nordiska kompaniets Trivamöbler. Han var representerad i vandringsutställningen Åtta emaljmålare som visades i Tyskland och USA 1962 och separat ställde han bland annat ut på Svensk form i Stockholm. Bland hans offentliga arbeten märks emaljmosaiker vid Findus anläggning i Bjuv och en ridå för aulan i Industriförbundets hus i Stockholm samt mosaikarbeten för några av Systembolagets butiker. Tillsammans med Egon Møller-Nielsen utförde han vägg emaljmosaiker i entréhallen till Forums varuhus i Uppsala  Han signerade sin konst P.Törneman. Han finns representerad på Nationalmuseum i Stockholm. Han var känd för soffbord med emaljerade skivor för Nordiska Kompaniet. Han samarbetade bland annat med möbelformgivaren David Rosén.